# Valanga fakfakensis
Valanga fakfakensis is een rechtvleugelig insect uit de familie Veldsprinkhanen (Acrididae). De wetenschappelijke naam van deze soort is voor het eerst geldig gepubliceerd in 1932 door Sjöstedt.